# جويل هاستينغز ميتكالف
جويل هاستينغز ميتكالف (بالإنجليزية: Joel Hastings Metcalf)‏ هو عالم فلك أمريكي، ولد في 4 يناير 1866 في ميدفيل في الولايات المتحدة، وتوفي في 23 فبراير 1925 في بورتلاند في الولايات المتحدة.